# Д’Алессандро, Рафаэле
Рафаэле Д’Алессандро (итал. Raffaele D’Alessandro; 17 марта 1911, Санкт-Галлен — 17 марта 1959, Лозанна) — швейцарский композитор.

## Биография
Учился сперва в Цюрихе, затем с 1934 года в Париже у Поля Роэ (фортепиано), Шарля Турнемира и Марселя Дюпре (орган), Нади Буланже (контрапункт).
С начала Второй мировой войны жил в Швейцарии. 
Автор двух симфоний, симфониетты (1944, посвящена Паулю Клецки), трёх фортепианных, скрипичного, флейтового (1943, посвящён Орелю Николе), гобойного и фаготного (1956, по заказу Пауля Захера) концертов, Кантаты для баса и малого оркестра (1947, на стихи Георга Тракля), камерной музыки. 
Премьеры произведений Д’Алессандро проходили под управлением таких дирижёров, как Гюнтер Ванд, Карл Шурихт, Виктор Дезарзан, Эдмон Аппиа. В 1997 году диск его сочинений записал Цюрихский камерный оркестр.
Руководитель Общества Рафаэле Д’Алессандро, флейтист и музыковед Раймон Мейлан приводит отзывы о его творчестве известных специалистов. Дину Липатти оценивал Д’Алессандро как «одного из наиболее завершённых музыкантов нашего поколения». Анри Ганьебен, характеризуя его музыку как «германскую по своей глубине и романскую по ясности формы», отмечал:

Музыкальный язык Д’Алессандро — терпкий, грубоватый, но гордый, страстный, в основе лирический темперамент с силой пробивается сквозь его густые напластования.

Умер от инфаркта в день своего 48-летия.